# 良上镇
良上镇，是中华人民共和国贵州省黔东南苗族侗族自治州三穗县下辖的一个乡镇级行政单位。
2016年4月22日，贵州省人民政府批复同意撤销良上乡建制，设置良上镇，撤乡设镇后行政区域和政府驻地不变。

## 行政区划
良上镇下辖以下地区：
上寨村、下寨村、贵溪村、雅中村、桐合村、稿桥村、稿白村、小巴冶村、龙塘村、稿米村、岑兴村、中坪村、平寨村、白眉村和桂槐村。

## 中国传统村落
2013年8月，雅中村被评为第二批中国传统村落。